# 奧雷利歐 (阿斯圖里亞斯)
奧雷利歐（西班牙語：Aurelio，約740年—774年），從768年到他去世為阿斯圖里亞斯國王。
他出生於雷昂，是弗鲁埃拉（父親為坎塔布里亞的佩德羅）的兒子；阿斯圖里亞斯的阿方索一世的姪子；並且是阿方索繼承人殘酷的弗鲁埃拉的一個堂弟。他的弟弟貝爾穆多一世後來當上國王（789年－791年）。
在弗鲁埃拉殺了自己的弟弟又導致自己被暗殺後，奧雷利歐被阿斯圖里亞斯的貴族推選為國王。他被認為是在薩馬進行加冕的。由中世紀的史書對他的事蹟近乎沒有描述可以得知，他的統治期間國家是相對比較平和的。史書上唯一有記載的他的事蹟是鎮壓一起農奴的動亂。叛亂的地點不明，但這是伊比利半島歷史上第一起有記錄的反莊園制度的暴亂。據信根據當時的習俗，他透過和親的方式與佔領他南方領土的穆斯林媾和，源自於埃爾-恩特雷哥（El Entrego，投降者，今日聖馬汀-德奧雷利歐國王市鎮的中心）此地名由來的傳說。
今日可以得知他的首要區域以及當時阿斯圖里亞斯的實質首都為聖馬汀-德奧雷利歐國王市鎮，之後為蘭格雷歐的部份。在位六年後，奧雷利歐於774年自然死亡，當時的史書並無提到奧雷利歐擁有妻子或子嗣。他的堂妹夫希羅（阿方索一世的女兒阿朵辛達的丈夫）繼承王位。

## 埋葬地點
若干歷史學者不同意中世紀阿斯圖里亞斯史書描寫的奧雷利歐遺體的處置方式。有些人認為他被葬於靠近生前居住的蘭格雷歐低谷，在聖馬汀－德奧雷利歐國王的圖爾的聖馬汀教堂，有一塊墓碑刻有「奧雷利歐國王」的字樣。成書於13世紀阿方索十世在位時期的西班牙史事（或稱第一通史）敘述奧雷利歐的遺體葬於坎加斯－德歐尼斯市鎮。即便如此，歷史學者埃斯特班·德加利貝（Esteban de Garibay）聲稱奧雷利歐葬在他的父親坎塔布里亞的弗鲁埃拉的身邊，位於索里亞省的伊安瓜斯市鎮，一個已不存在的聖米格爾教堂內。

## 註記
1. ↑  （西班牙文） Ricardo del Arco y Garay, Sepulcros de la Casa Real de Castilla (1954), Instituto Jerónimo Zurita, Consejo Superior de Investigaciones Científicas, Madrid. OCLC 11366237. p. 132.
2. ↑  （西班牙文） Anguiano Nieva, Mateo. . 1704: 582-586.